# کیم سونگ-سو
کیم سونگ-سو (انگلیسی: Kim Seong-su; ۱۱ اکتبر ۱۸۹۱ – ۱۸ فوریهٔ ۱۹۵۵) روزنامه‌نگار و سیاستمدار اهل کره جنوبی بود.
وی از سال ۱۹۵۱ تا ۱۹۵۲ معاون رییس‌جمهور کره جنوبی بوده است، سونگ-سو موسس دانشگاه کره و روزنامه دونگ-ای ایلبو بوده.